# René Goguey
René Goguey est un pilote d'aviation français, né à Labergement-du-Navois (Doubs) le 20 août 1921, et mort le 21 août 2015 à Talant (Côte-d'Or). Il est l'un des pionniers de l'archéologie aérienne en France.

## Parcours
Pilote dans l'Armée de l'air française (33e escadre de reconnaissance), René Goguey effectue des « missions photos » dans le cadre militaire où il atteignit le grade de lieutenant-colonel. Se spécialisant dans l'activité de pilote-archéologue, et malgré le crash de son avion en 1983, il travaille pendant 50 ans sur des programmes annuels de recherche archéologique. Il devient ainsi l'un des pionniers de l'archéologie aérienne en commençant sa carrière de photographe-archéologue à la fin des années cinquante.
Poursuivant son intérêt pour l'archéologie, il soutient une thèse de doctorat d'État en 1968 intitulée « De l'aviation à l'archéologie... : Recherches sur les techniques et les méthodes de l'archéologie aérienne. Alésia, Vix et quelques sites archéologiques en Bourgogne » à l'École pratique des hautes études de Paris.
Il communique des centaines de clichés au Service régional de l'archéologie, dans le cadre d'opérations annuelles de prospection-inventaire. Ces clichés portent autant sur l'ensemble de la Bourgogne (majoritairement la Côte-d'Or) que sur des régions limitrophes et quelques pays étrangers (Tchécoslovaquie). Ces clichés suivent fidèlement l'évolution des techniques, depuis les films et diapositives jusqu'à l'enregistrement numérique haute définition.
Il est également membre résident de l'Académie des sciences, arts et belles-lettres de Dijon et président du Comité régional de la Recherche archéologique de Bourgogne.
Avec plus de 3 000 heures de vol, dont 2 000 à bord du Robin R 3000 du Conseil régional de Bourgogne, il totalise 100 000 photographies et 4 000 sites archéologiques enregistrés.

### Archéologie aérienne
Ses travaux d'archéologie aérienne se résument à trois périodes.

#### Première période: activité militaire
Dans le cadre de son activité de pilote l'Armée de l'air, il vole avec les avions de la Base aérienne 102 Dijon-Longvic et ceux de la 33e  escadre de reconnaissance de la Base aérienne 124 Strasbourg-Entzheim. Il effectue des recherches ininterrompues depuis les premières expériences réalisées en 1958 (Sanctuaire gallo-romain d'Essarois). Il effectue la mise au point d'une méthodologie sur le site d'Alésia. Extension de la recherche à l'ensemble de la Bourgogne, avec la découverte de villas gallo-romaines, de nécropoles proto-historiques (Longvic), de nombreux plans sur les grands sites de Vix, Alésia, Mirebeau, Les Bolards. Cette période s'achève en 1973 avec son départ en retraite.

#### Deuxième période
À bord d'avions civils de l'aéro-club de la Côte d'Or basés sur l'aérodrome de Darois, dans le cadre de la recherche subventionnée par la DRAC de Bourgogne et du Conseil Général de la Côte d'Or, il poursuit ses prospections aériennes dans un cadre civil.
Il étend des recherches sur un programme intitulé « De la Loire au Rhin » ; il y réalise de multiples découvertes avec, en particulier, les photographies spectaculaires de 1976 : le « second théâtre d'Autun » et les théâtres de Mâlain, d'Entrains, les sanctuaires de Vertault, d'Entrains, de Saint-Usage, les villas de Nicey, de Griselles et d'Argilly, les mottes castrales de Magny-sur-Tille, d'Orgeux, de Montigny-sur-Aube, etc.

#### Troisième période
Après un crash par rupture de vilebrequin d'un avion d'aéroclub, il obtient en 1990 l'achat d'un Robin R 3000 réservé à la recherche archéologique et scientifique par le Conseil régional de Bourgogne avec lequel il réalise 2 000 heures de vol. Les recherches sont dynamisées par l'utilisation d'un avion spécialement adapté à la photographie aérienne ; elles permettent ainsi des découvertes d'une extrême précision sur le siège d'Alésia.
Il participe au programme de prospection-inventaire dans le cadre de la carte archéologique établie par le Service régional des Antiquités de Bourgogne. Il effectue des missions de relation internationale en Europe de l'Est : en Tchécoslovaquie (1991) et en Hongrie (1993 à 2000) ; ces missions sont officialisées de 1995 à 1998 par le ministère des Affaires étrangères. Il fait de nombreuses découvertes dans la vallée du Danube et dans la grande plaine hongroise jusqu'à l'Ukraine.
À partir de 2008, il supervise le travail de sa collaboratrice Alexandra Cordier pour la numérisation de sa collection de clichés qui ont vocation à se retrouver accessibles au public à partir du site des Archives départementales de la Côté d'Or.

### Archéologie terrestre
En plus de campagnes de sondages sur la villa portuaire de Luy, il assura la direction de plusieurs fouilles dont celles :
- de la nécropole protohistorique à épée de bronze de Longvic (1964-1965)
- la villa romano-celtique de Rouvres-en-Plaine (1966-1967)
- du camp militaire de la VIIIe Légion Romaine à Mirebeau (1968-1990)
- du sanctuaire celtique et gallo-romain de Mirebeau (1977-1981)

## Notoriété

### Principaux apports
Pionnier de l'archéologie aérienne, René Goguey a acquis un panel de compétences, tant dans le domaine aéronautique que dans celui de la photographie, qui a fourni à ses successeurs des outils pour mieux repérer les sites archéologiques comme la capacité à saisir la meilleure période de prise de vue, par rapport à la météo ou à la maturation des cultures.
Il est l'inventeur du second théâtre antique d’Autun - l'un des plus grands de la Gaule -, des traces du siège d'Alésia (camp de Labienus), du plan d'un camp de la VIIIe Légion de Mirebeau-sur-Bèze. Sur le Danube, des habitants, un camp avec remparts, une nécropole sarmate sont à signaler.
Pendant 10 ans, presque chaque jour, il survola deux sites le Mont Auxois (Alise Ste Reine) et la colline de Vix. Le Conseil général de Côte d’Or lui fit construire un Robin modifié pour disposer de surface vitrée sous le fuselage.
Il obtient de la région que soit procédé à une prospection aérienne préventive avant la construction d'une autoroute. Il parcourt ainsi de très nombreux chantiers de travaux publics en Europe.
Il réalise de nombreux événements de vulgarisation, notamment des expositions grand public : archéodrome de Beaune 1979, Amiens 1992, Budapest 1995, musée de Bibracte 1996, musée de Prague 1996, Musée de Chatillon-sur-Seine 1997. Si la photo d'archéologie aérienne n'était jusque-là reconnue que dans sa dimension pratique et utilitaire, la démarche nouvelle initiée par René Goguey à Talant est originale : donner aux images aériennes une dimension artistique, ne plus les percevoir pour ce qu'elles ont été, mais les considérer pour ce qu'elles évoquent, ce qu'elles suscitent. Toujours spectaculaires, les photos présentent des couleurs étonnantes et bien entendu des formes inattendues.
René Goguey a fait don d'une grande partie de son aérophotothèque (71 000 clichés originaux, en grande partie numérisés et dont plus de 45 000 concernent directement la Bourgogne et plus particulièrement la Côte-d’Or) aux Archives départementales de la Côte-d'Or (Dijon), aux fins de conservation et de consultation du public.
Une exposition lui est consacrée aux Archives départementales de Côte d’Or (Dijon) du 6 juillet 2015 au 30 octobre 2015. La commentant au journaliste du journal Le Bien Public, il évoque la photographie qui l'a le plus marqué, celle du stade de football de Chenôve prise en juillet 1986 dont il dit que « Les footballeurs de Chenôve ne se sont jamais douté qu’ils piétinaient un cimetière celtique. Les anneaux circulaires apparaissent à côté des buts ».